# Euderces pulcher
Euderces pulcher là một loài bọ cánh cứng trong họ Cerambycidae.